# Selaginella cinerascens
Selaginella cinerascens là một loài dương xỉ trong họ Selaginellaceae. Loài này được A.A. Eaton mô tả khoa học đầu tiên năm 1899.